# Jesper Sellgren
Jesper Sellgren, född 11 juni 1998 i Örnsköldsvik, är en svensk professionell ishockeyspelare (back) som spelar för Luleå HF i Svenska hockeyligan. Hans moderklubb är Örnsköldsviks SK.
Jesper tog JVM-silver med Sverige 2018.